# Groblice
Groblice (deutsch Grebelwitz) ist ein Dorf in Niederschlesien. Der Ort liegt in der Gmina Siechnice im Powiat Wrocławski in der polnischen Woiwodschaft Niederschlesien.

## Geographie

### Geographische Lage
Das Sackgassendorf Groblice liegt drei Kilometer südöstlich des Gemeindesitzes Siechnice (Tschechnitz) sowie 20 Kilometer südöstlich der Kreis- und Woiwodschaftshauptstadt Breslau. Der Ort liegt in der Nizina Śląska (Schlesische Tiefebene) innerhalb der Równina Wrocławska (Breslauer Ebene). Groblice liegt am linken Ufer der Oława, einem linken Zufluss der Oder.
Durch den Ort verläuft die Landesstraße Droga krajowa 94. Groblice liegt an der Bahnstrecke Bytom–Wrocław.

### Nachbarorte
Nachbarorte von Groblice sind im Nordwesten der Gemeindesitz Siechnice (Tschechnitz) und im Südwesten Zębice (Sambowitz).

## Geschichte

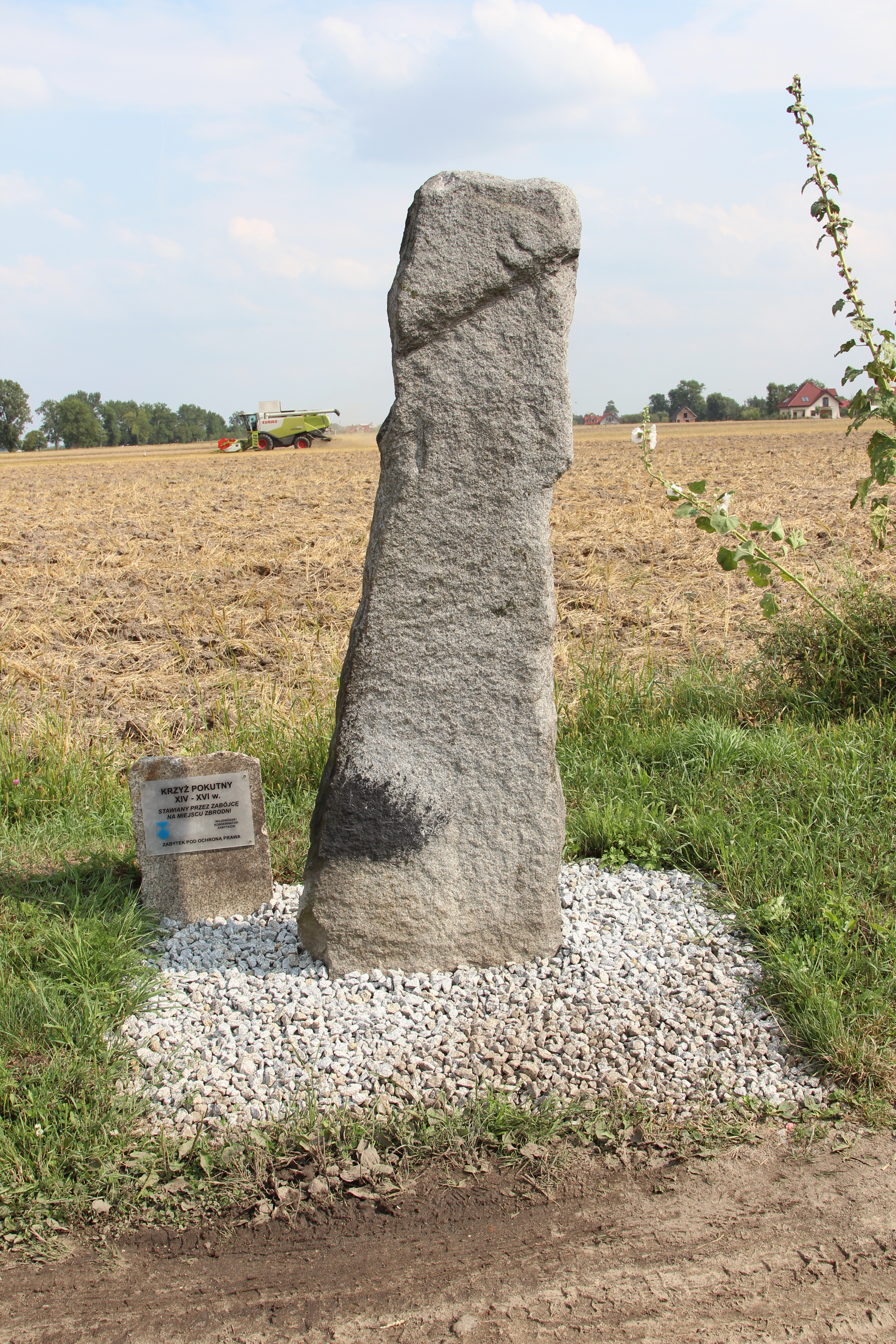
Sühnekreuz

Das Dorf wurde 1300 erstmals als Grobilwicz erwähnt. Weitere Erwähnung als 1337 als Grobelicz sowie 1392 als Grobelwicz.
Nach dem Ersten Schlesischen Krieg 1742 fiel Grebelwitz zusammen mit dem größten Teil Schlesiens an Preußen. 1783 bestanden im Ort ein herrschaftliches Vorwerk, ein Bauerngut, 29 weitere Häuser und 188 Einwohner.
Nach der Neugliederung Preußens gehörte die Landgemeinde Grebelwitz ab 1815 zur Provinz Schlesien und war ab 1816 dem Landkreis Ohlau eingegliedert. 1874 wurde der Amtsbezirk Märzdorf gegründet, welcher die Landgemeinden Grebelwitz, Märzdorf, Sackerau und Zedlitz und die Gutsbezirke Bardune, Grebelwitz, Domäne, Märzdorf Domäne und Sackerau Dominium fasste. 1885 zählte der Ort 252 Einwohner.
1933 zählte Grebelwitz 401, 1939 wiederum 452 Einwohner. Bis 1945 befand sich der Ort im Landkreis Ohlau.
Als Folge des Zweiten Weltkriegs fiel Grebelwitz wie fast ganz Schlesien 1945 an Polen, wurde in Groblice umbenannt und der Woiwodschaft Breslau angegliedert. Die deutsche Bevölkerung wurde, soweit sie nicht vorher geflohen war, weitgehend vertrieben. Die neu angesiedelten Bewohner waren zum Teil Heimatvertriebene aus Ostpolen. 1999 kam der Ort zum Powiat Wrocławski in der Woiwodschaft Niederschlesien.

## Sehenswürdigkeiten
- Sühnekreuz aus dem 14./15. Jahrhundert